# Prosper Kontiebo
Prosper Kontiebo (Boassa, 25 settembre 1960) è un arcivescovo cattolico burkinabé, dal 16 ottobre 2023 arcivescovo metropolita di Ouagadougou.

## Biografia

### Formazione e ministero sacerdotale
Dopo essere entrato nell'ordine dei Chierici regolari ministri degli infermi, detti camilliani, ha emesso i primi voti l'8 settembre 1984 ed i voti perpetui l'8 settembre 1988; successivamente è stato ordinato sacerdote il 7 luglio 1990.
In seguito ha ricoperto alcuni ruoli all'interno del suo ordine, tra i quali quello di superiore dello Scolasticato Saint Camille e Maestro dei Novizi e dei Professi dal 1995 al 2001, mentre dal 2010 al 2012 è stato superiore vice-provinciale.

### Ministero episcopale

Stemma da vescovo

L'11 febbraio 2012 papa Benedetto XVI lo ha nominato primo vescovo della neo-eretta diocesi di Tenkodogo.
Ha ricevuto l'ordinazione episcopale il 2 giugno successivo, nel piazzale antistante la cattedrale di Tenkodogo dalle mani dell'arcivescovo di Koupéla Séraphin François Rouamba, co-consacranti l'arcivescovo di Ouagadougou Philippe Nakellentuba Ouédraogo e il vescovo di Kaya Thomas Kaboré. Durante la stessa celebrazione ha preso possesso della diocesi. Ha adottato come motto episcopale: "Deus caritas est".
Il 28 maggio 2018 è stato ricevuto in udienza papale durante la visita ad limina dei vescovi del Burkina Faso.
Il 16 ottobre 2023 papa Francesco lo ha promosso arcivescovo metropolita di Ouagadougou, succedendo al cardinale Philippe Nakellentuba Ouédraogo, dimessosi per raggiunti limiti d'età. Il 16 dicembre successivo ha preso possesso dell'arcidiocesi.

## Genealogia episcopale
La genealogia episcopale è:
- Cardinale Scipione Rebiba
- Cardinale Giulio Antonio Santori
- Cardinale Girolamo Bernerio, O.P.
- Arcivescovo Galeazzo Sanvitale
- Cardinale Ludovico Ludovisi
- Cardinale Luigi Caetani
- Cardinale Ulderico Carpegna
- Cardinale Paluzzo Paluzzi Altieri degli Albertoni
- Papa Benedetto XIII
- Papa Benedetto XIV
- Papa Clemente XIII
- Cardinale Marcantonio Colonna
- Cardinale Giacinto Sigismondo Gerdil, B.
- Cardinale Giulio Maria della Somaglia
- Cardinale Carlo Odescalchi, S.I.
- Cardinale Costantino Patrizi Naro
- Cardinale Lucido Maria Parocchi
- Papa Pio X
- Papa Benedetto XV
- Papa Pio XII
- Cardinale Eugène Tisserant
- Papa Paolo VI
- Cardinale Agostino Casaroli
- Arcivescovo Antonio Mattiazzo
- Arcivescovo Séraphin François Rouamba
- Arcivescovo Prosper Kontiebo, M.I.